# Асен Петров
Асен Маринчов Петров е български лекар хирург, учен и университетски преподавател.
След смъртта си д-р Асен М. Петров е наречен „Велик български хирург... В летописите на българската хирургия името на тоя великан ще бъде записано на първо място“ от Проф. д-р Параскев Стоянов (1920).

## Биография
Роден е на 15 март 1862 г. във възрожденско семейство в Плевен. Баща му, Маринчо Петров, е общественик, училищен, черковен и читалищен деец, съратник на Васил Левски, Петко Р. Славейков, Нестор Марков, Йоаким Груев, Емануил Васкидович, Васил Манчев и др. Майка му, Лукса Икономова-Петрова, е дъщеря на свещеник от Бобощица, наричана от нея и Бубушчица (днешна Албания), по-късно – преселени в Свищов.
Д-р Асен М. Петров е женен за учителката и общественичка Елена Григорова Радева-Петрова – учредителка и първа председателка на Дружеството на българките с висше образование. Семейството има четири деца: Мария Петрова-Минкова – филолог, Любчо – починал на 2 години, Марин Петров – лекар и Милка Петрова-Коралова – филолог, писателка. Неговият син, проф. д-р Марин Петров, става ръководител на Първа хирургия на Александровска болница.
Д-р Асен М. Петров почива от сърдечен инфаркт на 21 февруари 1920 година в София.

## Образование и професионална дейност
Д-р Асен М. Петров е възпитаник на лицея „Свети Сава" в Букурещ. След дипломирането си два семестъра учи медицина в Букурещ, а след това учи и завършва медицина в Монпелие (1889 г.). Работи с професорите хирурзи Debreuil и Tedenat в Монпелие. Стажува в хирургичните клиники на професорите Guyon, Tillaux, de Saint Germain, F. Terrier, Reclus, Kirmisson, Tuffier в Париж и при G. Albert, Schauta, Wertheim във Виена.
През 1893 година е назначен за ординатор при д-р Роберт Щирлин в хирургичното отделение на Александровска болница. През 1896 година д-р Асен М. Петров е изпратен за кратко за старши лекар на хирургичното отделение на Пловдивската окръжна болница. Същата година, по препоръка на д-р Роберт Щирлин, той се завръща в София и поема ръководството на хирургичното отделение на Александровска болница като остава ръководител там в течение на 25 години до кончината си.
При д-р Асен М. Петров са работили в различно време и за различно дълъг период не само като ординатори, но и докато са студенти – медици: д-р Христо Тантилов, който по насоченост от него ръководи по-късно първото ортопедично отделение в България, д-р Иван Доганов, д-р Минко Софрониев, д-р Стоян Белинов, д-р Божирад Татарчев, д-р Иван Кожухаров Архив на оригинала от 2017-01-12 в Wayback Machine., д-р Димитър Михайловски, д-р Иван Николиев, д-р Михаил Минев, д-р Евстати Гешов, д-р Ст. Войводов, д-р Р. Цанов, д-р Д. Коларов, д-р А. Киров, д-р А. Башев, д-р Гребенаров, д-р Константин Марков, д-р Петко Момчилов, д-р Асен Проданов и много други.

## Войни 1912 – 1919
Д-р Асен М. Петров е военнополеви хирург и организатор на военни болници по време на Балканската, Междусъюзническата и Първата световна война.
По време на Балканската война д-р Асен М. Петров е началник на Първа софийска дивизионна болница, която по-късно става Военната болница.
По време на Първата световна война д-р Асен М. Петров е началник на XI местна военна болница в София, с централа в училище „Граф Игнатиев“.
Д-р Асен М. Петров участва в изграждането на санаториума за гръдоболни в с. Искрец. През 1916 година той включва този санаториум в ръководената от него XI местна военна болница, като го използва за възстановяване на ранени бойци.
За активната си дейност по време на войните д-р Асен М. Петров получава чин подполковник.
Умира по-малко от три месеца след сключването на Ньойския договор (27 ноември 1920 г.).

## Обществена дейност
Д-р Асен М. Петров е един от седемте членове на Върховния медицински съвет, с председател д-р Марин Руссев, който на заседание на 8.ІХ.1917 взема решение да се открие Медицински факултет към Софийския университет. Д-р Асен М. Петров е избран пръв за професор по хирургия в България. По политически причини изборът не бил утвърден от Академичния съвет на Софийския университет.
Д-р Асен М. Петров е лекарят, който, за да спре по единствения възможен начин загубата на кръв, по принуда ампутира почти отсечените ръце на Стефан Стамболов след атентата на 3 юли 1895 г. На операцията присъства Джеймс Баучер – кореспондент на вестник „Таймс“ в България.
Той организира военната болница, която България изпраща в помощ на Русия по време на войната ѝ с Япония през 1904 – 5 г. Като признание за тази си дейност е удостоен с руския орден „Св. Анна".
Д-р Асен М. Петров е широко известен не само със своята неуморна работа като хирург и учен, а и със своята публична просветителска дейност и се радва на широко обществено признание.

## Научна работа
Д-р Асен М. Петров има публикувани 94 научни трудове от: общата (8), коремната (30), гинекологичната (2), урологичната (2), черепно-мозъчната (5), лицевата (3), шийната и белодробната (4), ортопедичната (10), съдовата (6) и пластичната (15) хирургия, от които 11 труда са на чужд език: френски (9) и немски (2).
Д-р Асен М. Петров участва с доклади в 3 чуждестранни конгреси по хирургия: в Москва – на XII международен конгрес (1897 г.); в Мадрид – на XIV международен конгрес (1903 г.) и в Белград – на Сръбския конгрес по оперативна медицина през 1911 година. В Мадрид е избран за почетен председател на хирургичната секция на конгреса.
Prof. Dr. Otto Hildebrand, началник на клиниката по хирургия към болницата Charité в Берлин цитира операциите му и го описва като опитен хирург.

## Научни и практически приноси
Д-р Асен М. Петров въвежда методите на асептиката и антисептиката в България. Заедно със своя бивш сътрудник д-р Иван Кожухаров той започва да дезинфектира операционното поле с йод-бензин и йодова тинктура само една година (1909 г.) след въвеждане на метода в световната практика. Нововъведенията на д-р Асен М. Петров са една от съществените причини оперативната му смъртност да спадне до 1,75%.
Д-р Асен М. Петров създава метод за резекция на дебелото черво при карцином – той анастомозира разширената с по-тясната част на червото, като намалява по-широкия отвор посредством шев във формата на кесия (1897 г., 3 случая). Методът е описан и във френската научна литература.
Изобретява нов вид обтуратор – щипка за запушване на чревните краища по време на резекцията им (1906 г.) описана във френската литература.
Отстранява целия ляв дял на черния дроб (при голяма ехинококова киста) – вероятно за пръв път в световната литература (1909 г.).
Изобретява леко пружиниращ, минимално травматизиращ нож за отваряне на мозъчни абсцеси, произведен по поръчка на д-р Асен Петров от фирма Лайтер (Виена), приложен с успех през 1895 година.
Създава метод за присаждане на остърган с нож епидерм (1896 г.)
Метод за опериране на Syndactylia (1901 г.), възпроизведен в учебника на В. Естор по детска хирургия (1904 г.).
Извършва оригинални модификации за оперирането на широко разстлани карциноми на носа и челото (1896 г.), както и на долната устна (1906 г.), с възстановяване на носа и на устата.
Създава нов вид операционна маса (1904 г.).
Създава няколко вида нови инструменти (1910 г.) и нов вид превръзка тип Микулич.
Проследява етиопатогенеза на завъртването на colon pelvien (1911 г.). Прави първите документирани черепно-мозъчни операции (трепанации) в България. Пръв извършва в България резекция на стомаха (1896 г.), 15 години след първата операция на Teodor Billroth.
Също пръв той е направил оперативно линеарно „костосечение" при genu valgum с изкривени подбедрици (1899 г.) и талусно-калканеусна резекция при pes valgus (1904 г.).
Извършил е и редица периферно-нервни интервенции (невректомия на n. facialis, шев на n. ischiadicus – 1899 г. и др.).
Д-р Асен М. Петров създава към отделението си и ортопедично отделение, което поверява на своя старши ординатор и близък сътрудник д-р Христо Тантилов. Д-р Асен М. Петров е считан за родоначалник на българската пластична хирургия. Броят на трудовете му в тази област е 33; 22 от тях представляват оперативно-клинични разработки (присаждания на кожа – 5, операции на носа – 5, на устните – 2, на костите и ставите – 7, оперативна техника – 3). 12 други негови трудове имат отношение към общата пластично-хирургична техника. Четири от трудовете му в областта на пластичната хирургия са на оригинално международно равнище: операция на синдактилия; присаждане на „прах" от епидерм; пластики на носа и челото; както и на долната устна за широко разстлани карциноми.

## Признание и отличия
През 1905 г. д-р Асен М. Петров е награден с руския орден „Св. Анна".
Той е бил член на Върховния медицински съвет, член на Централния хигиенен съвет, член на Управителния съвет на дружество „Червен кръст" и на дружество „Самарянка", председател на Хирургичното дружество в София, член на Софийското лекарско дружество, член на Императорското медицинско дружество в Цариград, почетен член на Сръбското медицинско дружество. На XIV международен конгрес (1903 г.) в Мадрид е избран за почетен председател на хирургичната секция.

## Заключение
Акад. проф. д-р Дамян Дамянов пише за него: „С пълно основание трябва да определим д-р Асен Петров за родоначалник не само на стомашната, белодробната, чернодробната, съдовата, неврологичната, ортопедичната, онкологичната и пластично-възстановителната хирургия, но и на реанимационната дейност в България."